# Сюрвейер
Сюрвейер (англ. surveyor) — термин в страховании, обозначающий инспектора или агента страховщика, осуществляющего осмотр имущества, принимаемого на страхование. Оценщик страхового общества.
По результатам работы сюрвейера страховая компания принимает решение о заключении договора страхования.
Могут также существовать специальные сюрвейерские компании, выполняющие подряды на сюрвейерскую деятельность от страховых компаний.
Большой объём работ выполняют специальные сюрвейерские компании, проверяющие значительную часть сырьевых товаров международной торговли. Подобные компании на основании проведённых инспекций определяют количество и качество товара, пригодность транспортных средств к перевозке грузов. Как правило, эти инспекции требуются в месте перехода права собственности товара от продавца к покупателю. Также существует вид услуг, который называется Full Outturn Guarantee, при котором сюрвейерская (инспекционная) компания берёт на себя риски недостачи грузов между пунктами погрузки, перевалки и выгрузки, то есть сюрвейерская компания выполняет функции страховщика.
В Российской Федерации сюрвейерская деятельность не подлежит лицензированию с 2006 года. В последнее время на рынке независимых инспекционных услуг появляется всё больше российских компаний.